# Ere jezik
Ere jezik (ISO 639-3: twp; isto i Londru, Nane), jezik kojim govori oko 1 030 ljudi (1980 popis) (1 400; 2000) na južnoj obali otoka Manus u provinciji Manus, Papua Nova Gvineja. Govori se u selima Drabitou, Lohe, Londru, Metawari, Pau, Piterait, Taui-Undrau, Hatwara i Loi.
Pripada istočnomanuskoj podskupini istočnoadmiralitetskih jezika. U upotrebi je i kele [sbc], priapdnik iste podskupine.

## Vanjske poveznice
- Ethnologue (14th)
- Ethnologue (15th)